# Чемпіонат України з футболу серед жінок 2002: вища ліга
Чемпіонат України з футболу 2002 року серед жінок — 11-й чемпіонат України з футболу, який проводився серед жіночих колективів. Змагання відбувалися лише у одному дивізіоні. Турнір стартував 15 квітня, а завершився 23 серпня 2002 року. Чемпіоном України втретє поспіль стала «Легенда-Чексил» з Чернігова.

## Учасники
У чемпіонаті в 2002 році взяли участь 8 команд.
| Клуб                | Місто    |
| ------------------- | -------- |
| Волинь              | Луцьк    |
| Легенда-Чексіл      | Чернігів |
| Луганочка           | Кремінна |
| Львів'янка          | Львів    |
| Металург-Донеччанка | Донецьк  |
| Харків'янка         | Харків   |
| ЦПОР                | Донецьк  |
| Юність              | Полтава  |

## Перший етап
Матчі між командами обох груп проходили в Керчі з 15 по 23 квітня і в місті Кремінна (Луганська область) з 12 по 19 червня 2002 року. Команди, які зайняли в групі перші 2 місця отримують місця в фінальному турнірі.

### Група «Захід»
| # | Клуб                        |   | Іг | В | Н | П       | М  | Очки |
| - | --------------------------- | - | -- | - | - | ------- | -- | ---- |
| 1 | «Легенда-Чексіл» (Чернігів) | 6 | 6  | 0 | 0 | 27 — 1  | 18 |      |
| 2 | «Луганочка» (Кремінна)      | 6 | 3  | 1 | 2 | 10 — 11 | 10 |      |
| 3 | ЦПОР (Донецьк)              | 6 | 1  | 2 | 3 | 1 — 19  | 5  |      |
| 4 | «Волинь» (Луцьк)            | 6 | 0  | 1 | 5 | 1 — 8   | 1  |      |

- Команда «Волинь» (Луцьк) відмовилася від участі в другому етапі турніру, який проходив у місті Кремінна.

### Група «Схід»
| # | Клуб                            |   | Іг | В | Н | П      | М  | Очки |
| - | ------------------------------- | - | -- | - | - | ------ | -- | ---- |
| 1 | «Металург-Донеччанка» (Донецьк) | 6 | 5  | 0 | 1 | 22 — 3 | 15 |      |
| 2 | «Харків'янка» (Харків)          | 6 | 5  | 0 | 1 | 26 — 4 | 15 |      |
| 3 | «Юність» (Полтава)              | 6 | 1  | 1 | 4 | 2 — 28 | 4  |      |
| 4 | «Львів'янка» (Львів)            | 6 | 0  | 1 | 5 | 2 — 17 | 1  |      |

- Команда «Львів'янка» (Львів) відмовилася від участі в другому етапі турніру, який проходив у місті Кремінна.

## Фінальний турнір
За результатами попереднього етапу в фінальний турнір вийшли чотири клуби: «Легенда-Чексіл» (Чернігів), «Луганочка» (Кремінна), «Металург-Донеччанка» (Донецьк) і «Харків'янка» (Харків). Напередодні старту турніру від участі в фіналі відмовилася команда «Луганочка», тому за титул чемпіона України змагалися лише 3 клубу. Команда «Харків'янка» у фінальному турнірі виступала під назвою ФК «Харків».
Матчі проходили в період з 19 липня по 23 серпня 2002 року.
| 1 | «Легенда-Чексіл» (Чернігів)     | ~   | 2:0 | 2:3 | 4 | 3 | 0 | 1 | 8 — 4 | 9 | Кваліфікаційний раунд Кубку УЄФА |
| 2 | «Харків'янка» (Харків)          | 0:2 | ~   | 1:1 | 4 | 1 | 1 | 2 | 4 — 7 | 4 |                                  |
| 3 | «Металург-Донеччанка» (Донецьк) | 1:2 | 2:3 | ~   | 4 | 1 | 1 | 2 | 7 — 8 | 4 |                                  |

Фк «Металург-Донеччанка» зайняв 3 місце за додатковими показниками.